# Гёмеч
Гёмеч (тур. Gömeç) — город и район в провинции Балыкесир (Турция).

## История
Археологические данные подтверждают, что люди жили в этих местах с древнейших времён.
Район Гёмеч был образован в 1913 году, упразднён в 1928 и вновь воссоздан в 1956 году.